# Nagy György András
Nagy György András (Makó, 1845. július 21. – Battonya, 1926. április 13.) napszámos, jobbágy, parasztvezér.

## Életpályája
Szegény, sokgyermekes paraszti családban született; Makóról Battonyára költözött családjával. 
Az 1891. június 21-i battonyai zendülés részvevője, a zendülők elleni per egyik fővádlottja volt. Fellépett a paraszti nyomor és kiszolgáltatottság ellen, valamint aktív szerepet vállalt a zendülésben; két évre börtönbe került. Szabadulása után is Battonyán maradt; ott hunyt el szegényházi ápoltként.
Hat gyermeke volt, de 1880–1882 között öt gyermeke meghalt fertőző betegségekben.